# Adolf Lasson
Adolf Lasson, född den 13 mars 1832 i Strelitz, död den 20 december 1917 i Berlin, var en tysk filosof. Han var far till teologen Georg Lasson.
Lasson, som 1859-1897 var gymnasieprofessor och från 1897 professor i Berlin, tillhörde den Hegelska skolan. Han utgav lärofadern Hegels Vorlesungen über die Philosophie der Weltgeschichte (5 band, 1917-1920).